# 日向朔公
日向朔公（日语：／ Hyūga Saku，3月1日—）是一名日本男性聲優，宮崎縣出身，青二Production所屬。

## 經歷
因為曾想成為「不是自己」的某個人，而立志成為聲優。
畢業於青二塾第40期，2020年起隸屬於青二Production。

## 人物
方言為宮崎方言。
興趣、特長是柔道，段位為初段。
憧憬的聲優是蒼井翔太。學生時期曾對自己的聲音感到自卑，但在那時遇見了由蒼井所飾演的《歌之王子殿下》中的美風藍，並因此受到「原來有這麼美好的聲音的人存在啊」的鼓舞。

## 演出作品
※粗體字為主要角色。

### 電視動畫
2021年
- BUILD DIVIDE -＃000000-（學生）

2022年
- 影宅 2nd Season（活人偶）
- BUILD DIVIDE -#FFFFFF-

2023年
- 總之就是很可愛（マッフィー）

2024年
- 肌肉魔法使-MASHLE- 神覺者候補選拔試驗篇（切羅·莫爾索）
- 愚蠢天使與惡魔共舞（男學生2）
- ONE PIECE（衛兵）
- 妖怪學校的菜鳥老師！（富士冬也[5]）

2025年
- ONE PIECE（海兵、男、將校）

### 劇場版動畫
2022年
- 鈴芽之旅

### 遊戲
2021年
- OVERHIT（アヌビス）
- 超異域公主連結☆Re:Dive（マシュー）
- 所羅門計劃（槍星アキレス）

2022年
- 問答RPG 魔法使與黑貓維茲（マルファス、[6]、クロセル）

2024年
- 時空幻境 鏡光傳奇（[7]）
- 逆轉奧賽羅尼亞
- ORE'N（[8]、魔人カステラ[9]）

2025年
- 真·三國無雙 起源（元化[10]）

## 外部連結
- 日向 朔公｜株式会社青二プロダクション
- 日向朔公的X（前Twitter）